# Бортницький провулок (Київ)
Бо́ртницький прову́лок — провулок у Дарницькому районі міста Києва, місцевість Червоний хутір. Пролягає від Ташкентської до Ялинкової вулиці.

## Історія
Провулок виник у 1950-ті роки під назвою 842-га Нова вулиця. Спочатку пролягав до Харківського шосе, пізніше скорочений. Сучасна назва — з 1953 року.